# Tatiana Ter-Mesrobian
Tatiana Ter-Mesrobian (Rusia, 12 de mayo de 1968) es una atleta rusa retirada especializada en la prueba de salto de longitud, en la que consiguió ser subcampeona europea en pista cubierta en 1998.

## Carrera deportiva
En el Campeonato Europeo de Atletismo en Pista Cubierta de 1998 ganó la medalla de plata en el salto de longitud, con un salto de 6.72 metros, tras la italiana Fiona May (oro con 6.91 metros) y por delante de la francesa Linda Ferga (bronce con 6.67 metros).